# Johan Andersson Stålkofta
Johan Andersson "Stålkofta" eller Stalcop född 1627 i Strängnäs, Södermanland, död före 3 februari 1686 i New Castle County, Delaware, USA. Han reste 1641 med fartyget Charitas till Amerika där han blev en av ca 20 konstaplar hos den svenske guvernören Johan Printz i Nya Sverige, Delaware, USA. Mest känd är Stålkofta som släktbildare i USA; en amerikansk forskare kunde efter 22 års arbete presentera 14 000 ättlingar. Stålkofta gifte sig 1656 med Kerstin Carlsdötter från Lijtestegen i Värmland. De fick sju barn.